# Tanganikallabes mortiauxi
Tanganikallabes mortiauxi é a única especie de peixe-gato do género Tanganikallabes da família Clariidae.
Pode ser encontrada nos seguintes países: Burundi, República Democrática do Congo, Tanzânia e Zâmbia.